# Padrão Comemorativo da Batalha de Ourique
O Padrão Comemorativo da Batalha de Ourique é um monumento na vila de Castro Verde, na região do Baixo Alentejo, em Portugal.

## Descrição e história
O padrão está situado na Praça do Município, em frente do edifício dos Paços do Concelho de Castro Verde. É composto por um pedestal com uma pirâmide, encimada por uma coroa. O pedestal possui uma inscrição sobre a aparição de Cristo a D. Afonso Henriques antes da Batalha de Ourique, e um medalhão em jaspe com um retrato de D. Maria I, que foi instalado para reforçar a ligação entre o poder real e o mito da Batalha de Ourique, que é considerada um dos eventos principais da fundação nacional. A estrutura é suportada por uma plataforma de planta circular, que originalmente era de sete degraus, mas depois passou a ser de cinco. Os únicos elementos que restam da estrutura original são os degraus, o pedestal e o medalhão. O monumento é um exemplo do estilo Rococó, principalmente expresso no medalhão.
Originalmente situava-se nas imediações da Ermida de São Pedro das Cabeças, que segundo a tradição popular também foi construída como homenagem à Batalha de Ourique, por ordem do rei D. Sebastião.
Segundo a inscrição no seu pedestal, o monumento foi erguido em 1795, tendo sido da autoria do conhecido escultor Joaquim Machado de Castro. Em 1804 caiu devido aos efeitos de um ciclone, tendo sido restaurado apenas em 1960, pela Câmara Municipal de Castro Verde, e colocado nesse ano na praça em frente do edifício dos Paços do Concelho.